# Елизабет Депардийо
Елизабѐт Депардийо̀ (на френски: Élisabeth Depardieu, родена като Élisabeth Dominique Lucie Guignot, Елизабѐт Доминѝк Люсѝ Гиньо̀) e френска филмова актриса и киносценаристка. 

## Биография
Тя е съпруга на актьора Жерар Депардийо през периода 1971-1996 г. Техни деца са актьорите Гийом Депардийо и Жули Депардийо. Дебютира в киното през 1994 г. с второстепенна роля във филма „Des garçons et des filles“. До началото на 2010 г. се и снимала общо в 22 филма и сериали. Сценаристка е на филма „Chassés-croisés“ (1996). В България е позната от филма „Тартюф“ (1984).

## Избрана филмография
| Година | Филм            | Оригинално заглавие | Роля       | Режисьор  |
| ------ | --------------- | ------------------- | ---------- | --------- |
| 1986   | Манон от извора | Manon des sources   | Еме Кадоре | Клод Бери |